# Eleonora de' Medici (duchessa)
Eleonora de' Medici (Firenze, 28 febbraio 1567 – Cavriana, 9 settembre 1611) era la primogenita di Francesco I de' Medici e Giovanna d'Austria.
Come moglie di Vincenzo I Gonzaga fu duchessa consorte di Mantova e di Monferrato dal 1584 al 1611, l'anno della sua morte. Il marito morì l'anno successivo lasciando il trono al figlio primogenito della coppia, Francesco. Sua sorella era Maria de' Medici, moglie di Enrico IV di Francia e madre di Luigi XIII di Francia.

## Biografia

### Nascita e battesimo
Eleonora nacque a Firenze, in Toscana, il 28 febbraio 1567, figlia primogenita di Francesco I de' Medici e della sua prima moglie, l'arciduchessa Giovanna. Il suo battesimo ebbe luogo in quello stesso anno e venne presenziato dal cardinale Innocenzo Ciocchi Del Monte, nipote adottivo del papa Giulio III. Il cardinale Spinello de' Benci celebrò il rito in vece del papa Pio V. Il battesimo venne seguito da delle battute di caccia e da festeggiamenti.

### Trattative matrimoniali
Eleonora, ancora infante, venne promessa in sposa a Francesco, duca d'Angiò, figlio di Enrico II di Francia e di Caterina de' Medici. Nel 1570 si temette per la sua vita in quanto alcuni medici le riscontrarono il vaiolo, ma in realtà si trattava solo di una banale febbre da cui Eleonora guarì in breve tempo. I suoi genitori e suo nonno Cosimo le inviarono fiasche di acqua santa affinché potesse riprendersi al più presto
Nel 1574, quando Eleonora aveva appena sette anni, suo nonno Cosimo morì e suo padre divenne granduca. Nel 1578, quando Eleonora era da poco giunta agli undici anni, morì anche sua madre, e suo padre si risposò in seguito con Bianca Cappello. Una delle sue sorelle, Maria de' Medici, diverrà regina di Francia e madre di Luigi XIII di Francia, mentre Anna morirà all'età di quattordici anni; il giorno della morte di Anna Eleonora le fu vicina e anzi si premurò di scrivere al padre che la sorella morente aveva espresso il desiderio prima di morire. Gli altri fratelli e sorelle di Eleonora morirono infanti.

### Matrimonio e celebrazioni

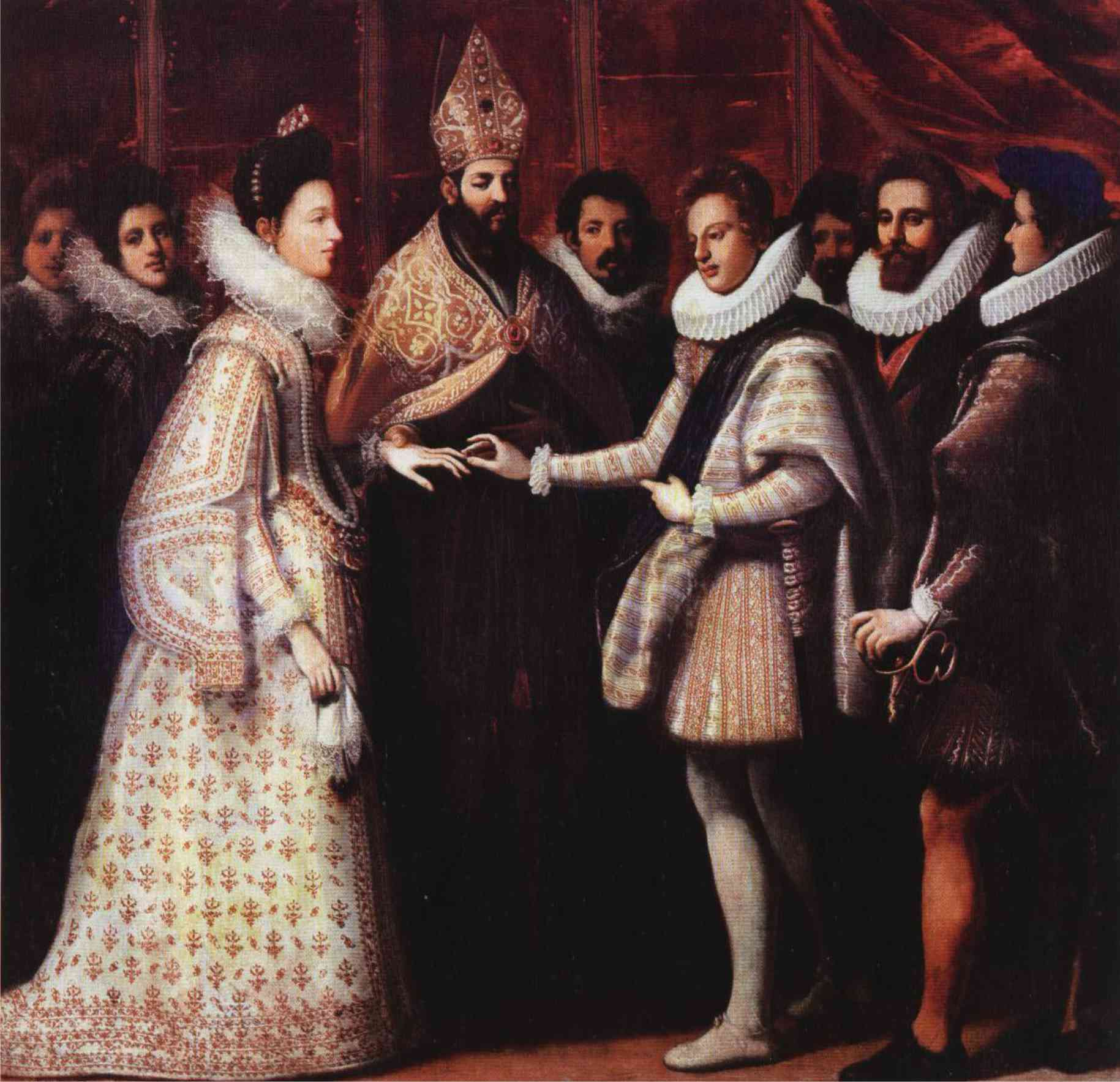
Il matrimonio di Eleonora de' Medici con il duca Vincenzo I Gonzaga.

Eleonora sposò il duca ereditario di Mantova, Vincenzo Gonzaga, il 29 aprile 1584, anche se per suo marito questo era il secondo matrimonio in quanto il primo con Margherita Farnese era stato sciolto. Le celebrazioni vennero precedute dalla firma di un contratto di matrimonio il 4 aprile 1584, a Mantova, dove la cerimonia venne predisposta nei minimi particolari, dal suono delle campane ai fuochi d'artificio. Otto giorni dopo la coppia si mise in viaggio verso Firenze per incontrare il padre di Eleonora, il granduca Francesco e la matrigna Bianca Cappello. Il 10 aprile Francesco inviò una lettera Filippo II di Spagna chiedendo il permesso di fare sposare Eleonora e Vincenzo. Francesco, per evitare l'insorgere di contestazioni successive, era desideroso di mettere alla prova la fertilità del genero prima di concludere i negoziati di matrimonio.
Il 3 maggio 1584 Eleonora giunse a Mantova a bordo di un bucintoro dove venne sbarcata a Miglioretto (sulle rive del Mincio, nei pressi di Mantova) e accompagnata al Palazzo Te da Ottavio Farnese, duca di Parma, e da suo marito Vincenzo, oltre che da nobili e nobildonne di Piacenza, Parma e Mantova. Dopo essersi riposata per qualche ora al palazzo Eleonora indossò un vestito di broccato d'argento e diversi gioielli preziosi facendo il proprio ingresso solenne e trionfale in città partendo da Porta Pusterla, corteo accolto dal popolo mantovano con spari a salve di archibugi e artiglieria, mentre la sua carrozza scoperta era accompagnata dai soldati dell'esercito ducale di Mantova con un lungo corteo di aristocratici, vestiva di un drappo di seta bianchissimo dove teneva sulla testa una corona regale a intessuta di grosse perle.
Dopo essere giunta al castello di San Giorgio procedette verso la chiesa palatina di Santa Barbara e verso il Palazzo Ducale dove venne accolta ai piedi della scalinata dal duca Guglielmo Gonzaga e dalla consorte, l'arciduchessa Eleonora d'Austria. Dopo pranzo venne accompagnata dai cardinali Gianfrancesco Gambara e Giovanni Vincenzo Gonzaga di Guastalla in barca verso Palazzo Te, dove venne visitata dal cardinale Alessandro Farnese e dal duca di Parma.

### Vita matrimoniale
Il 7 maggio 1586 Eleanora diede alla luce il suo primo figlio, Francesco; durante il periodo della gravidanza, su consiglio di suo padre, la duchessa aveva di frequente consumato delle prugne toscane che avevano secondo la visione di allora degli effetti benefici per la madre e per il nascituro. L'anno successivo il suocero Guglielmo morì e pertanto Vincenzo divenne duca di Mantova ed Eleonora venne elevata al titolo di duchessa consorte. In quello stesso anno diede alla luce il suo secondo figlio, Ferdinando dopo una difficile gravidanza. Negli anni successivi Eleonora ebbe altri figli: dapprima un figlio, Guglielmo Domenico nel 1589, che però morì giovane, poi nel 1591 una figlia Margherita che sposò Enrico II di Lorena, seguita da un figlio Vincenzo nel 1594 che succederà poi ai due fratelli maggiori sul trono di Mantova. Nel 1596 ebbe un aborto spontaneo dopo quattro mesi di gravidanza e nel 1598 infine diede alla luce una seconda figlia, Eleonora, che sposerà l'imperatore Ferdinando II del Sacro Romano Impero.

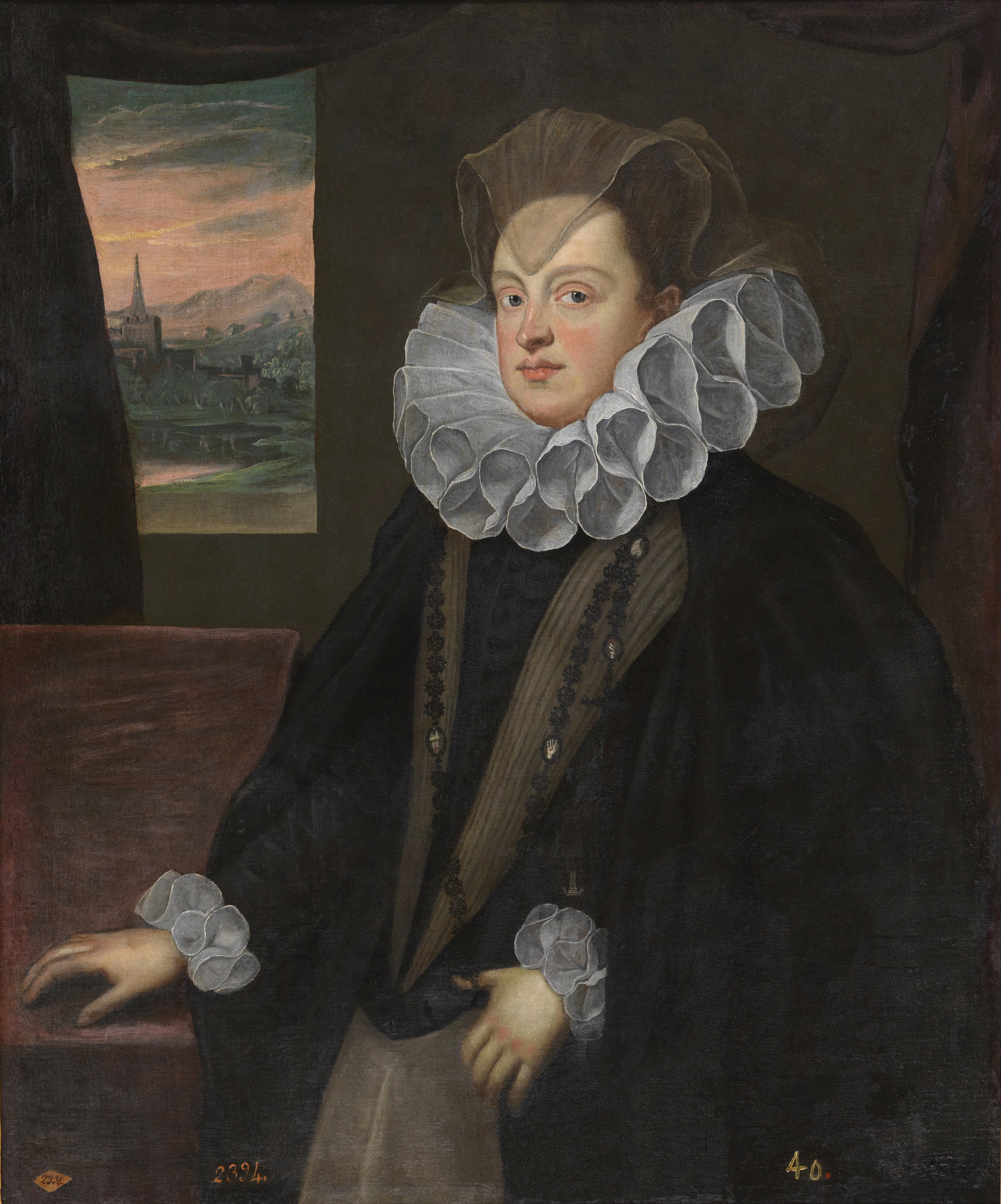
Ritratto di Eleonora de' Medici, duchessa di Mantova

Nell'ottobre del 1600 Eleonora prese parte al matrimonio di sua sorella Maria con il re Enrico IV di Francia. Nel 1601 la regina Maria diede alla luce il suo primo figlio, il futuro Luigi XIII di Francia, di cui Eleonora fu madrina al battesimo.
Nel 1602 Vincenzo si recò nelle Fiandre in cerca di cure mediche, lasciando Eleonora alla guida effettiva del ducato. Durante il periodo di questa sua reggenza, inviò a Ferdinando I de' Medici una lista di uomini da condannare alle galee del Granducato toscano.
Durante l'inverno del 1603–1604 Galileo visitò la corte mantovana nella speranza di ottenervi una posizione e gli venne anche offerto un salario, una collana d'oro e due piatti d'argento, ma non si trovò in accordo con il duca. Nel 1606 Eleonora accompagnò sua figlia Maria in Lorena per il suo matrimonio con il duca Enrico.

### Morte e funerale
Eleonora si ammalò nel primo quarto del 1611 di una malattia che sembrò in un primo momento prolungarsi e che quasi la portò a guarigione nell'aprile di quello stesso anno: si trattava di un colpo apoplettico al viso. Nei mesi successivi Eleonora decise di trasferirsi per due mesi al Palazzo di Porto a Porto Mantovano "a un miglio dalla città, rinomato per i suoi splendidi giardini e le acque fresche". Con l'arrivo della stagione calda Eleonora si spostò a nord nel Castello di Cavriana. Qui, un giorno dopo la festa della Natività della Vergine, la sua salute iniziò rapidamente a declinare e morì il 9 settembre 1611 all'età di 44 anni. Al momento della sua morte suo marito Vincenzo si trovava a Casale Monferrato ed egli le sopravvisse di un solo anno, morendo nel 1612.
Dopo la sua morte il corpo di Eleonora venne posto in una bara di piombo (inserita in una bara di legno sigillata e ricoperta poi di stoffa di velluto nera) ed accompagnata da "numerosi preti dei paesi vicini" verso la chiesa di Cavriana dove rimase esposta per due giorni. Il corpo venne quindi trasportato a Mantova a bordo di un "carro drappeggiato di nero" tirato da sei cavalli bardati in nero ed accompagnata da dodici preti a cavallo e dodici portatorce oltre a membri della famiglia Gonzaga su dodici carrozze. Il corpo di Eleonora venne posto nella Corte Vecchia dove il corpo rimase sino al ritorno di Vincenzo, il 3 ottobre 1611. Fu il duca Vincenzo in persona a predisporre il funerale di Eleonora per il giorno successivo nella Basilica di Sant'Andrea. Il corpo venne posto su un magnifico catafalco con molte candele costruito appositamente. Il rito funebre venne celebrato dal vescovo di Casale Monferrato, Tullio del Carretto, dal momento che il vescovo di Mantova, Francesco Gonzaga di Bozzolo, si trovava malato. La processione accompagnò a piedi il corpo della duchessa dall'oratorio della Corte Vecchia a Sant'Andrea, preceduta dal gonfalone e dai rappresentanti di tutte le istituzioni civiche e religiose tra cui i le varie scuole, ospedali e chiese della città.

## Matrimonio e figli
Vincenzo ed Eleonora ebbero sei figli:
- Francesco (1586 - 1612), Duca di Mantova con il nome di Francesco IV e del Monferrato con il nome di Francesco II, dal 1612; sposò nel 1608 Margherita, figlia di Carlo Emanuele I, duca di Savoia;
- Ferdinando (1587 - 1626), cardinale dal 1607, duca di Mantova e del Monferrato dalla morte del fratello Francesco nel 1612;
- Guglielmo Domenico (4 agosto 1589 – 13 maggio 1591), Detto "(Lungaspada)", Marchese del Monferrato;
- Margherita (2 ottobre 1591 – 7 febbraio 1632), sposata il 24 aprile 1606 con Enrico II di Lorena, duca di Lorena (1563 - 1624);
- Vincenzo (1594 - 1627) cardinale dal 1615, duca di Mantova e Monferrato dal 1626 con il nome di Vincenzo II;
- Eleonora (23 settembre 1598 – 27 giugno 1655), sposata il 4 febbraio 1622 all'imperatore Ferdinando II.

## Ascendenza
|                        |                        |                                  | Genitori                              |  |  | Nonni |  |  | Bisnonni                  |  |  | Trisnonni            |  |
|                        |                        |                                  |                                       |  |  |       |  |  | Giovanni dalle Bande Nere |  |  | Giovanni il Popolano |  |
|                        |                        |                                  |                                       |  |  |       |  |  | Giovanni dalle Bande Nere |  |  | Giovanni il Popolano |  |
|                        |                        | Caterina Sforza                  |                                       |  |  |       |  |  | Giovanni dalle Bande Nere |  |  |                      |  |
| Cosimo I de' Medici    |                        |                                  |                                       |  |  |       |  |  | Giovanni dalle Bande Nere |  |  |                      |  |
|                        |                        | Maria Salviati                   | Jacopo Salviati                       |  |  |       |  |  |                           |  |  |                      |  |
|                        |                        | Maria Salviati                   | Jacopo Salviati                       |  |  |       |  |  |                           |  |  |                      |  |
|                        |                        | Maria Salviati                   | Lucrezia di Lorenzo de' Medici        |  |  |       |  |  |                           |  |  |                      |  |
| Francesco I de' Medici |                        | Maria Salviati                   |                                       |  |  |       |  |  |                           |  |  |                      |  |
|                        |                        | Pedro Álvarez de Toledo y Zúñiga | Fadrique Álvarez de Toledo y Enríquez |  |  |       |  |  |                           |  |  |                      |  |
|                        |                        | Pedro Álvarez de Toledo y Zúñiga | Fadrique Álvarez de Toledo y Enríquez |  |  |       |  |  |                           |  |  |                      |  |
|                        |                        | Pedro Álvarez de Toledo y Zúñiga | Isabel de Zúñiga y Pimentel           |  |  |       |  |  |                           |  |  |                      |  |
| Eleonora di Toledo     |                        | Pedro Álvarez de Toledo y Zúñiga |                                       |  |  |       |  |  |                           |  |  |                      |  |
|                        |                        | María Osorio y Pimentel          | Luis Pimentel y Pacheco               |  |  |       |  |  |                           |  |  |                      |  |
|                        |                        | María Osorio y Pimentel          | Luis Pimentel y Pacheco               |  |  |       |  |  |                           |  |  |                      |  |
|                        |                        | María Osorio y Pimentel          | Juana Osorio y Bazán                  |  |  |       |  |  |                           |  |  |                      |  |
| Eleonora de' Medici    |                        | María Osorio y Pimentel          |                                       |  |  |       |  |  |                           |  |  |                      |  |
|                        | Filippo I di Castiglia | Massimiliano I d'Asburgo         |                                       |  |  |       |  |  |                           |  |  |                      |  |
|                        | Filippo I di Castiglia | Massimiliano I d'Asburgo         |                                       |  |  |       |  |  |                           |  |  |                      |  |
|                        | Filippo I di Castiglia | Maria di Borgogna                |                                       |  |  |       |  |  |                           |  |  |                      |  |
| Ferdinando I d'Asburgo | Filippo I di Castiglia |                                  |                                       |  |  |       |  |  |                           |  |  |                      |  |
|                        |                        | Giovanna di Aragona e Castiglia  | Ferdinando II d'Aragona               |  |  |       |  |  |                           |  |  |                      |  |
|                        |                        | Giovanna di Aragona e Castiglia  | Ferdinando II d'Aragona               |  |  |       |  |  |                           |  |  |                      |  |
|                        |                        | Giovanna di Aragona e Castiglia  | Isabella di Castiglia                 |  |  |       |  |  |                           |  |  |                      |  |
| Giovanna d'Austria     |                        | Giovanna di Aragona e Castiglia  |                                       |  |  |       |  |  |                           |  |  |                      |  |
|                        |                        | Ladislao II di Boemia            | Casimiro IV di Polonia                |  |  |       |  |  |                           |  |  |                      |  |
|                        |                        | Ladislao II di Boemia            | Casimiro IV di Polonia                |  |  |       |  |  |                           |  |  |                      |  |
|                        |                        | Ladislao II di Boemia            | Elisabetta d'Asburgo                  |  |  |       |  |  |                           |  |  |                      |  |
| Anna Jagellone         |                        | Ladislao II di Boemia            |                                       |  |  |       |  |  |                           |  |  |                      |  |
|                        |                        | Anna di Foix-Candale             | Gastone II di Foix-Candale            |  |  |       |  |  |                           |  |  |                      |  |
|                        |                        | Anna di Foix-Candale             | Gastone II di Foix-Candale            |  |  |       |  |  |                           |  |  |                      |  |
|                        |                        | Anna di Foix-Candale             | Caterina di Navarra                   |  |  |       |  |  |                           |  |  |                      |  |
|                        |                        | Anna di Foix-Candale             |                                       |  |  |       |  |  |                           |  |  |                      |  |